# Drew (Mississippi)
Drew is een plaats (city) in de Amerikaanse staat Mississippi, en valt bestuurlijk gezien onder Sunflower County.

## Demografie
Bij de volkstelling in 2000 werd het aantal inwoners vastgesteld op 2434.
In 2006 is het aantal inwoners door het United States Census Bureau geschat op 2190, een daling van 244 (-10,0%).

## Geografie
Volgens het United States Census Bureau beslaat de plaats een oppervlakte van
2,9 km², geheel bestaande uit land. Drew ligt op ongeveer 43 m boven zeeniveau.

## Plaatsen in de nabije omgeving
De onderstaande figuur toont nabijgelegen plaatsen in een straal van 20 km rond Drew.